# Infinity Blade
Infinity Blade fue un videojuego  RPG desarrollado por Chair Entertainment y Epic Games para la plataforma iOS. Fue lanzado en la App Store el 9 de diciembre de 2010. Es el primer juego de iOS que utiliza el Unreal Engine 3. El juego batió récords en ventas, vendiendo 271.424 copias en cuatro días.
El juego recibió su primera actualización el 21 de diciembre de 2010: la versión 1.1, que añadió diversas características nuevas como nuevo equipo (armas y armaduras), un nuevo nivel máximo (pasando de 40 a 45) y la posibilidad de comprar oro del juego usando dinero real. Está anunciado que actualizaciones futuras añadirán capacidades multijugador al título.
Tras las exitosas ventas de infinity blade se decidió crear la segunda parte del juego, el modo de juego no cambió bastante pero destaca los nuevos tipos de armas y la historia que explica más la historia de tu personaje.
Se espera el lanzamiento de la tercera y última parte

## La historia
En Infinity Blade, el jugador toma el papel de un guerrero que busca matar al Rey Dios, el principal antagonista del juego. En cada partida, el guerrero atraviesa un castillo, luchando contra diversos enemigos, hasta llegar al cuarto del rey y el caballero negro
Cada vez que el jugador muere luchando contra el Rey Dios, se inicia una nueva partida, en donde el jugador toma el papel del hijo del guerrero caído en el combate. Este reinicio causa que los enemigos del castillo se hagan más poderosos. El ciclo se repite siempre que el jugador muera en la batalla final y también si resulta vencedor.
Si se posee la espada de infinito (infinity blade)se desbloquea otro jefe que al ser vencido se reiniciara al inicio.

## Jugabilidad
El juego se depende principalmente en el los combates. Estos combates se basan en defenderse o esquivar los ataques enemigos hasta que en un cierto punto el jugador también pueda asestar una serie de golpes moviendo el dedo por la pantalla dando tajos al enemigo con el arma equipada.
Con cada combate se obtiene una cierta cantidad de oro que se puede usar para comprar nuevas armas y armaduras, y también una cierta cantidad de experiencia que se obtiene a través de los objetos equipados